# お見合い4対1
『お見合い4対1』（おみあいよんたいいち）は、1972年10月7日から1973年3月31日まで日本テレビ系列局で放送されていた日本テレビ製作の恋愛バラエティ番組である。放送時間は毎週土曜 21:00 - 21:30 （日本標準時）。

## 概要
毎回未婚のタレント1人とその見合い相手となるタレント4人をゲストに招き、相性テストなどで4人の中から最も相応しいパートナーを選んでいた番組。司会は前田武彦が務めていた。
初回放送日（1972年10月7日）当日の日本テレビでは、他にも土曜19:00枠で『隆一まんが劇場 おんぶおばけ』（読売テレビ製作）が、19:30枠で『突撃!ヒューマン!!』が、20:00枠で『全日本プロレス中継』がスタートしており、同日の読売新聞夕刊のテレビ欄の下にはこの番組も含む4番組合同の宣伝広告が掲載されていた。

## 日本での放送局
特記の無い限り全て放送時間は土曜 21:00 - 21:30、同時ネット。
- 日本テレビ（制作局）
- 札幌テレビ[2]
- 青森放送[3]
- テレビ岩手[3]
- 秋田放送[3]
- 山形放送[3]
- 宮城テレビ[3]
- 福島中央テレビ[3]
- 新潟放送：土曜 12:00 - 12:30[4]
- 北日本放送[5]
- 福井放送[5]
- 山梨放送[6]

- 名古屋テレビ[7]
- 読売テレビ[8]
- 日本海テレビ[9]
- 西日本放送[10]
- 広島テレビ[10]
- 山口放送[11]
- 四国放送[12]
- 南海放送[11]
- 高知放送[11]
- 福岡放送[13]
- 長崎放送[13]
- 鹿児島テレビ[14]